# Colony
Colony er et album fra det melodiske dødsmetal-band In Flames der blev udgivet d. 22. juni 1999 gennem Nuclear Blast. Albummet blev indspillet af de nuværende medlemmer i bandet. Anders Fridén skrev sangene som så blev oversat til engelsk af Niklas Sundin.
Albummet variere med forskellige aspekter lige fra religion til det spirituelle og fra det nogenlunde positive lys "Embody the Invisible" og "The New World" til det mere negative "Zombie Inc." og "Scorn."
Sporene "Behind Space '99" og "Clad in Shadows '99" er genindspillet numre fra In Flames' debutalbum Lunar Strain

## Numre
1. "Embody The Invisible" – 3:37
2. "Ordinary Story" – 4:16
3. "Scorn" – 3:37
4. "Colony" – 4:39
5. "Zombie Inc." – 5:05
6. "Pallar Anders Visa" – 1:41 (instrumental)
7. "Coerced Coexistence" – 4:14
8. "Resin" – 3:21
9. "Behind Space '99" – 3:58
10. "Insipid 2000" – 3:45
11. "The New World"* – 3:18

### Japanske version (1999)
Bonusnumre:
- "Clad In Shadows '99" – 2:24
- "Man Made God" – 4:12

### Koreanske Digipak (1999)
Bonusnumre:
- "Clad In Shadows '99"
- "Man Made God" (instrumental)
- "Murders In The Rue Morgue"

### Deluxe udgave af CDen (2004)
- Bonusmateriale:
- "Made Made God" (bonusnummer)
- Fotogalleri
- "Ordinary Story" musikvideo
- Computer wallpapers
- Pauseskærm
- Skins til musikprogrammet Winamp
- Sangtekster

## Musikere
- Anders Fridén – Vokal
- Jesper Strömblad – Guitar
- Björn Gelotte – Guitar
- Peter Iwers – Bas
- Daniel Svensson – Trommer